# Kyle Johnson
Kyle Johnson, né le 31 décembre 1988 à Scarborough en Ontario, au Canada, est un joueur anglais de basket-ball. Il évolue aux postes de meneur et d'arrière. 